# 杜尔卡尔
杜尔卡尔，是西班牙安达卢西亚自治区格拉纳达省的一个市镇。总面积77平方公里，2001年普查人口總數為6263人，人口密度為每平方公里81人。